# .tc
.tc e интернет домейн от първо ниво за Търкс и Кайкос. Администрира се от AdamsNames. Представен е през 1997.